# Pápai Alsóvárosi temető
Az Alsóvárosi temető Pápa legnagyobb temetője. Megnyitásától kezdve keresztény köztemető volt, katolikusok, reformátusok és evangélikusok egyaránt temetkeztek ide. Itt nyugszik a város számos kiemelkedő személyisége: tanárok, lelkészek, püspökök, iparosok.

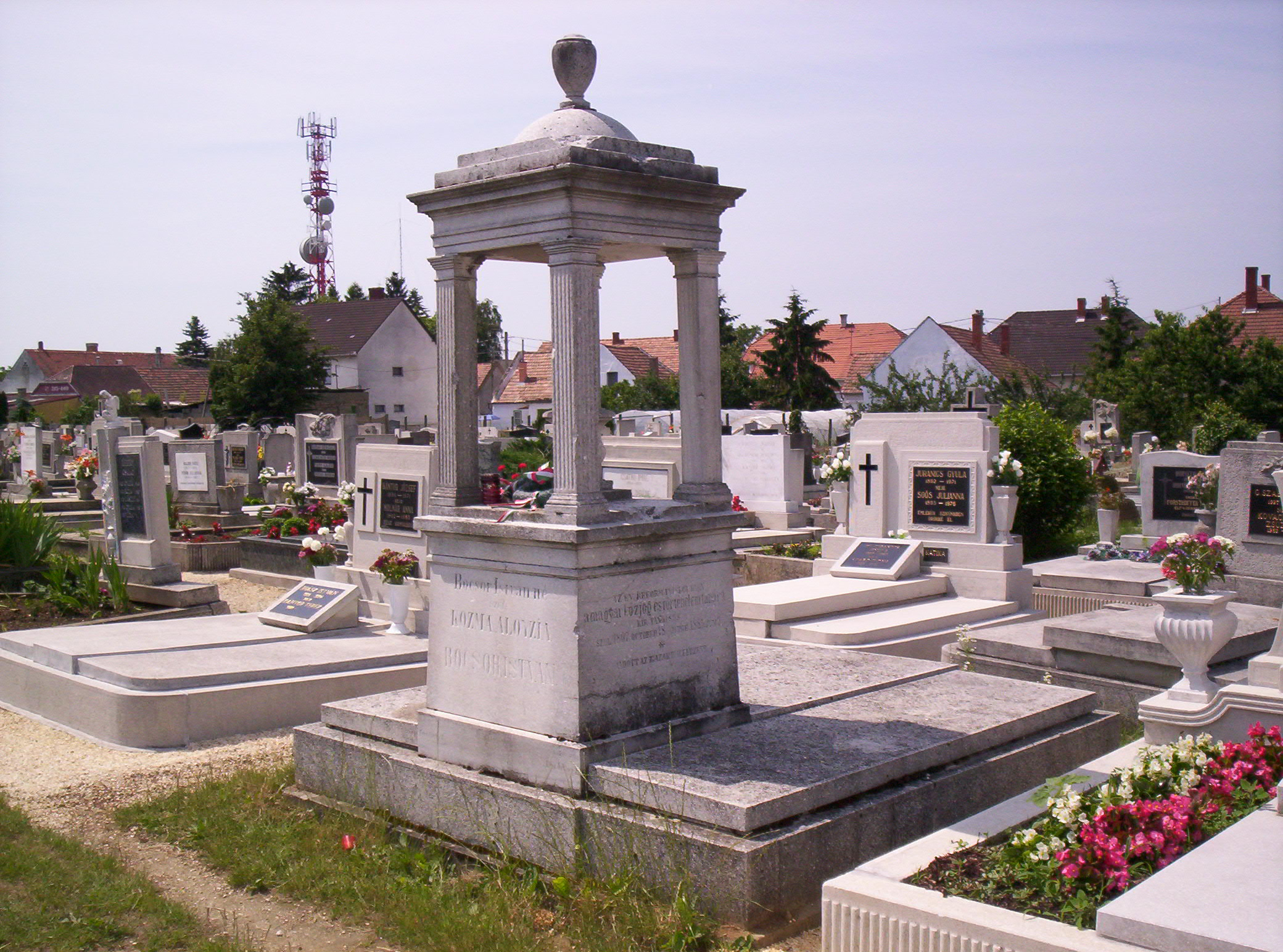
Bocsor István sírja

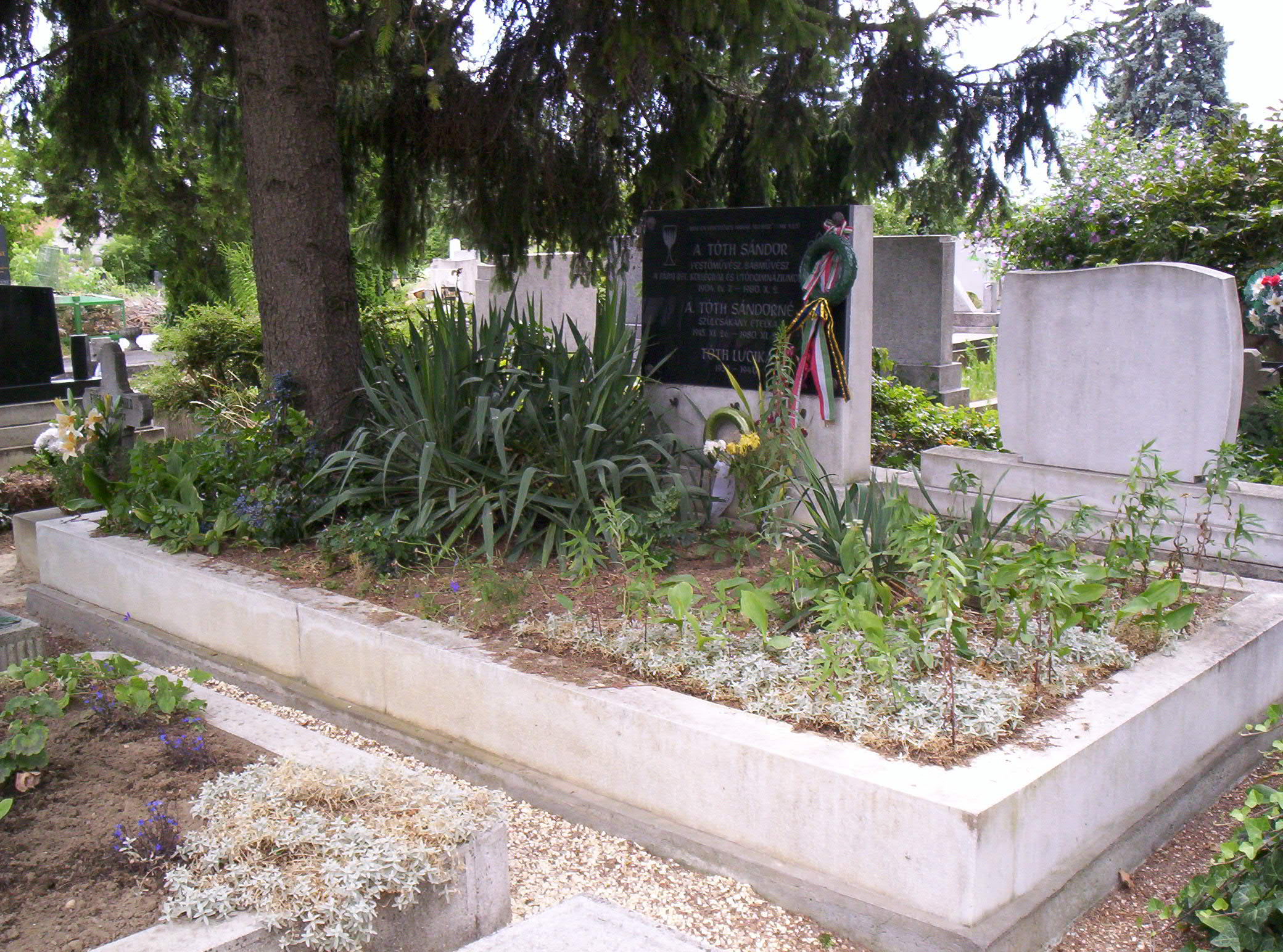
A. Tóth Sándor sírja

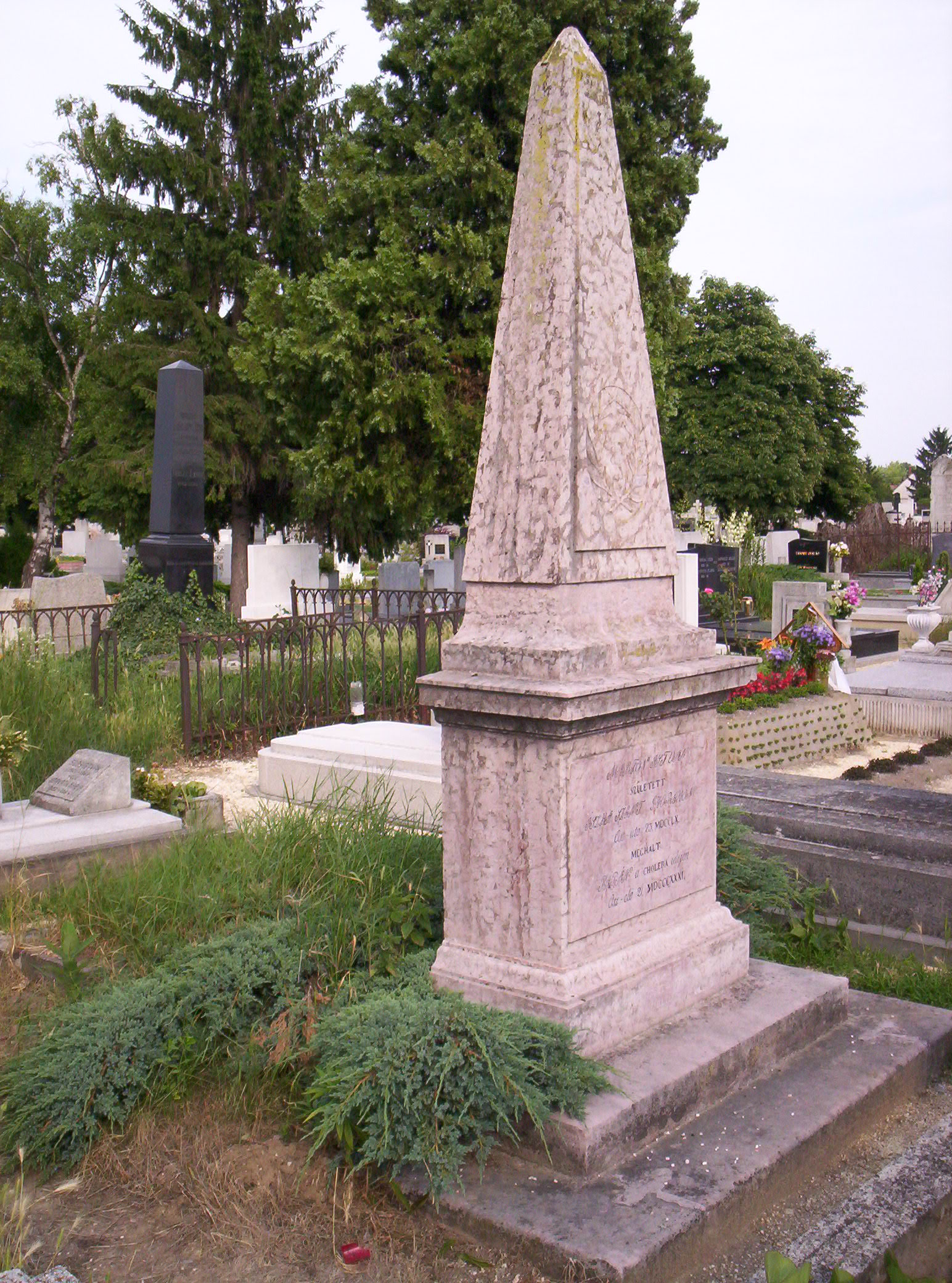
Mándi Márton István sírja

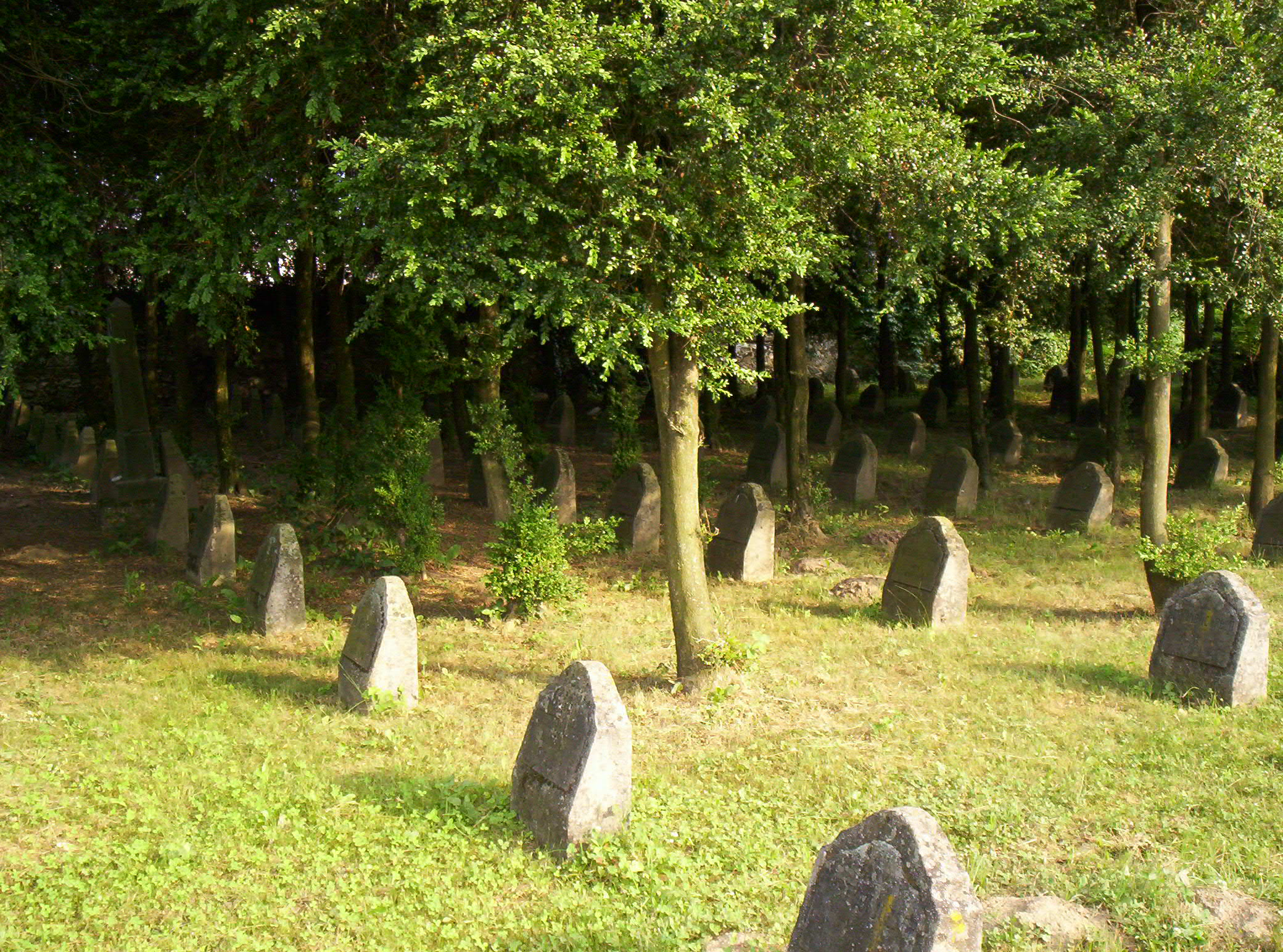
Első világháborús katonasírok

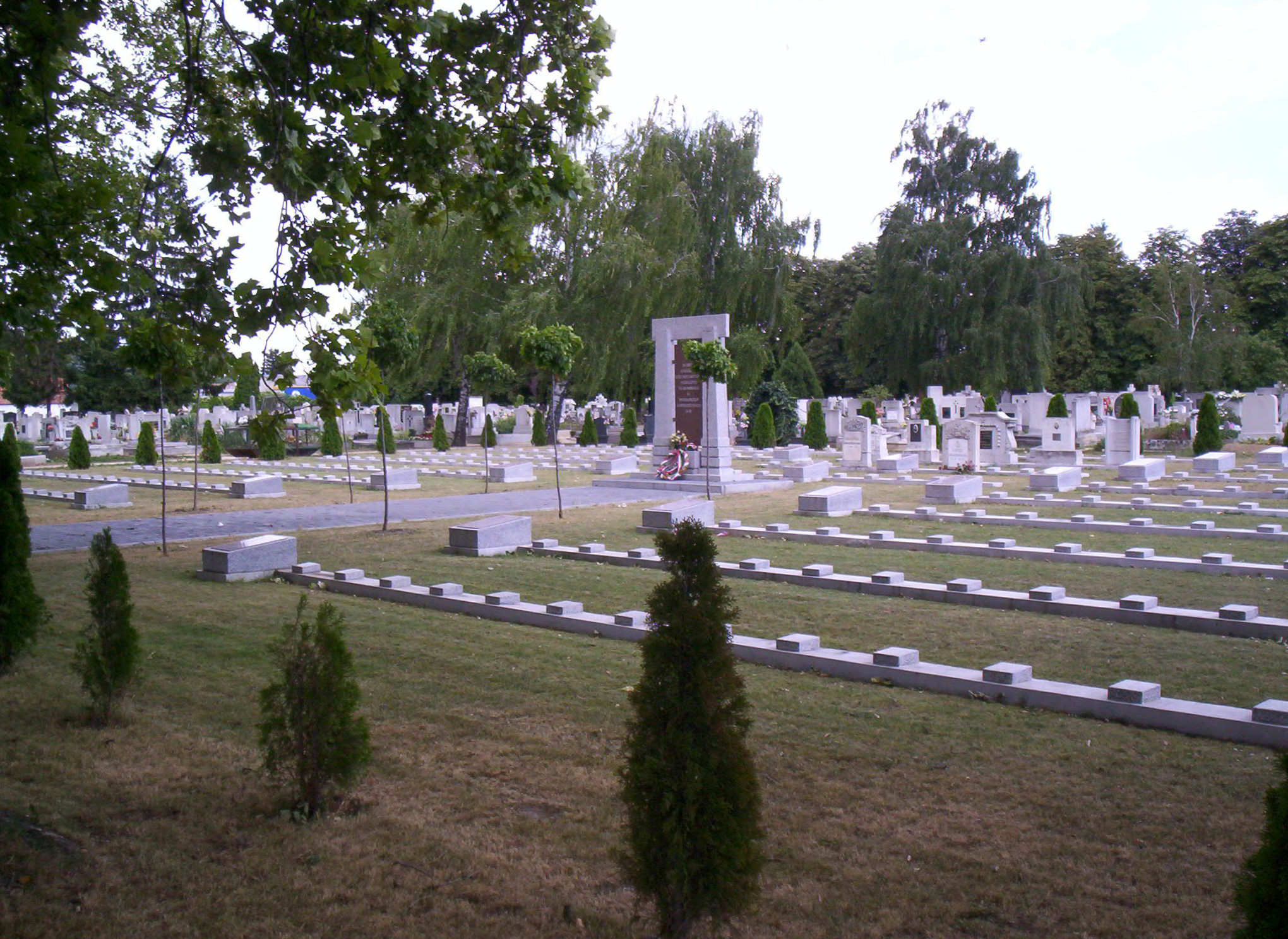
Második világháborús szovjet katonasírok

## Története
A 19. század elején a mai Anna tér helyén levő régi temető már nem volt képes befogadni a növekvő lélekszámú város halottait. Mivel bővítésére nem volt lehetőség – a környező telkek már be voltak építve –, Esterházy földesúr átadott a városnak egy szántóföldet temetkezési célra. Az új temető 1837-ben nyílt meg. A három keresztény felekezet megállapodott, hogy halottaikat vallási megkülönböztetés nélkül sorban egymás mellé temetik, „mert ha élve ellakhattunk egy városban, mint hazafiak egymás barátságában, sőt sokan Házassági összeköttetésben is a Római Katholikus Protestánssal házasodván össze: Miért ne lehetne azon egy Város temetőjében halva egymás mellett azokkal, kiket életünkben, mint keresztyének szeretünk, és más életben is velek együtt élni, Keresztyéni Szent Vallásunk tanítása szerint reménylünk és óhajtunk, eltemettetve nyugodnunk.” Ugyanekkor rendelkeztek egy gondnok alkalmazásáról, aki a régi és az új temető között épült házából mindkét temetőt felügyelhette.
A temető a város akkori határában, a majorokon túl feküdt, a mai Batthyány út végén (akkor Akasztó utca volt a neve, itt volt ugyanis a vesztőhely). A földesúr által átadott telek hosszúkás, észak-dél irányú téglalap alakú volt, ennek északi részét azonban a város terjeszkedése során fokozatosan felszámolták és a századfordulóra beépítették, ezért a 20. század elején a déli részén, az új zsidó temető szomszédságában egy kelet-nyugat tájolású téglalapot csatoltak hozzá. Ezt követte a harmincas évek végén egy újabb bővítés egy nagyjából négyzet alakú telekkel a régi és az új rész találkozásánál; így alakult ki a temető mai területe. Ravatalozóját 1944-ben építették.
A temető déli részén, a zsidótemető fala mellett vannak az első világháború során pápai hadikórházakban elhunyt – különböző nemzetiségű – katonák sírjai; legújabb, északi felében található a második világháborús német és szovjet sírkert és katonai emlékmű. A bejárat mellett van a devecseri vértanúk sírja: a huszonhárom pápai tanácsköztársasági vezetőt 1919. szeptember 26-án a devecseri Meggyes-erdőben végezték ki. (A hamvakat 1946-ban hantolták ki a tömegsírból. Előbb a pápai Várkert szélén, majd 1951-ben a Várkastély előtti emlékmű talapzatában helyezték el őket. Az 1980-as években áttelepítették a maradványokat és az emlékművet az Alsóvárosi temetőbe, a szobrot azonban később eltávolították, ma egy márványtábla áll a sírok felett.) Ugyancsak itt, a temető sarkában levő tömegsírban helyezték örök nyugalomra a felszámolt Felsővárosi temető halottait.
Napóleonnak 1809-es hadjárat során a pápai hadikórházakban elhunyt katonáinak maradványait az Anna-téri temető felszámolásakor, a század közepén átköltöztették az Alsóvárosi temetőbe a sírjuk fölé emelt kettős vaskereszttel együtt. A francia katonák a temető mára beépített részén nyugszanak, sírjuk pontos helye feledésbe merült. Az emléküket őrző kereszt viszont 1984 óta újra eredeti helyén, az Anna-téren áll.

## Nevezetes halottak
- A. Tóth Sándor rajztanár, festőművész, bábművész (1904–1980)
- Antal Géza református püspök, országgyűlési képviselő (1866–1934)
- Bárdosi Jenő evangélikus lelkész (1910–1985)
- Bocsor István, református kollégiumi jog- és történelemprofesszor, országgyűlési képviselő (1807–1885)
- Borbély Sándor református kollégiumi tanár, a Türr István Gimnázium igazgatója (1915–1975)
- Borsos István református lelkész, főiskolai tanár, klasszika-filológus, könyvtáros, numizmatikus (1863–1918)
- Böröczky Károly – miniszteri oklevéllel kitüntetett kiváló növényorvos (1948-2022)
- Dudás István, az Acsády Ignác Ipari Szakmunkásképző Intézet igazgatója (1924–1992)
- Faragó János református kollégiumi igazgató (1865–1944)
- Fejes Zsigmond református kollégiumi igazgató (1881–1947)
- Galántai István, a Szent Mór Bencés Gimnázium tanára, majd a Türr István Gimnázium első igazgatója (1909–1978)
- Gyurátz Ferenc evangélikus püspök (1841–1925)
- Hargita Pál református lelkész (1924–1996)
- Jilek Ferenc református kollégiumi igazgató, Rab Zsuzsa költőnő nagyapja (1869–1946)
- Kapossy Lucián református kollégiumi igazgató, helytörténész, a Jókai Kör első főtitkára, az első helytörténeti monográfia szerkesztője (1849–1927)
- Kis Gábor református lelkész, '48-as honvéd (1819–1899)
- Kiss Ernő református kollégiumi tanár, Pápa város történetírója (1856–1927)
- A Kluge család, a kékfestő műhely üzemeltetői
- Kőrös Endre költő, műfordító, a Református Nőnevelő Intézet igazgatója, a Jókai Kör főtitkára (1872–1944)
- Lux Lajos Református nőnevelő intézeti tanár (1883–1939) és felesége, Závory Terézia (1889–1975)
- Mándi Márton István, református kollégium újjászervező rektora, könyvtáros, filozófus (1760–1831)
- Pápay Sámuel, az első magyar irodalomtörténet szerzője (1770–1827)
- Pongrátz József református teológiai tanár, könyvtárigazgató (1885–1963)
- Rozsnyai Géza a Petőfi Sándor Gimnázium történelem szakos tanára, Bocsor István kollégium igazgatója (1918-1977)
- Rozsnyai Gézáné Dr. (Botond Enikő)a Pápai TEXTILGYÁR Gazdasági igazgatója (1929-2011)
- Sándor József, a Református Kereskedelmi Iskola igazgatója (1908–1983)
- Szilágyi József református kollégiumi igazgató, '48-as honvéd (1827–1895)
- Tarczy Lajos, református kollégiumi természettan és filozófiatanár, az MTA tagja (1807–1881)
- Tóth Ferenc református püspök (1768–1844)
- Váli Ferenc református kollégiumi neveléstanár (1810–1882)
- Vály Mari, emlékiratíró, Váli Ferenc lánya (1840–1915)